# كوككينيون (كيركيرا)
{{coord|39|36|26|N|19|48|53|E|region:GR_type:city(332)}}

كوككينيون (Κοκκίνιον) هي مدينة في كيركيرا في مقاطعة كينتريكي إلادا في اليونان.